# 神奈川県立湘南高等学校
神奈川県立湘南高等学校（かながわけんりつ しょうなんこうとうがっこう、英: Kanagawa Prefectural Shōnan High School）は、神奈川県藤沢市鵠沼に所在する公立高等学校。

## 概観
横須賀軍港を控えた湘南地方には海軍士官が多く居住しており、その子弟の教育のため、早くから県立中学の設置が待望されていた。1921年（大正10年）、神奈川県下6番目の旧制中学校として神奈川県立湘南中学校が設置された。
戦前は一高などの旧制高等学校をはじめ、海軍兵学校や陸軍士官学校にも多数の合格者を輩出した。
1980年〜1990年代の神奈川県公立高校の学区細分化により、進学実績は後退したものの、2000年以降は、学区制の撤廃や独自入試が導入されるなどの入試改革が漸次進んでいる。2007年に神奈川県教育委員会から「学力向上進学重点校」に指定され、2013年にはこれら学力向上進学重点18校の牽引役たる「アドバンス校」指定を受けた。
1948年（昭和23年）に定時制・通信制教育部が設置されていたが、通信制課程は2008年度からは県立横浜平沼高校通信制課程と共に、県立横浜修悠館高校に移管された。

## 沿革
（沿革節の主要な出典は公式サイトを参照）

### 略歴
1920年（大正9年）8月に設立され、同年12月より三か年計画にて校舎が新築された。1921年（大正10年）4月の始業に先んじて3月、新潟県女子師範学校（現在の新潟大学教育学部の前身校の一つ）校長であった赤木愛太郎が初代校長として赴任。大正の創立以来戦後の学制改革まで27年間の長きにわたって校長を務めたが、GHQにより教職を追放される。しかし、構内には赤木校長の像や赤木苑があり、学年ごとに氏の名前に因む赤緑藍の3色（赤黄藍 "アカギアイ" とする予定だったが、物資不足で黄色の色合いがよく出ず緑に変えられたという）に色分けされた。また、校内のオブジェのような塔が赤、黄、青の三色になっているなど、現在もその影を留めている。
1948年（昭和23年）の学制改革により神奈川県立湘南高校と改称、1950年より男女共学となる。戦前は海軍兵学校の予備校的な存在であったが、戦後は生徒の自主性を重んじ、受験や体育選手育成に偏ることなく文武両道を校是とする。部活動加入率が10割を超える（兼部含む）など、課外活動が非常に盛んである。

### 年表
- 1920年（大正9年） - 文部省告示第三九六号をもって神奈川県立湘南中学校設立認可（県下6番目の旧制中学）。
- 1921年 - 初代校長として新潟県女子師範学校校長であった赤木愛太郎が赴任し開校。
- 1922年 - 三位一体（学校・家庭・生徒）の訓育目標と三位一体（知育・体育・徳育）の教育目標を定める。
- 1930年 - プール完成[4]。
- 1933年（昭和8年） - 北原白秋作詞、山田耕筰作曲による校歌を発表。
- 1936年 - 体育館完成[4] [注釈 2]。
- 1938年 - 体育優秀校として文部大臣より表彰される。
- 1939年 - 松川昇太郎主任らによる英語教授法「湘南プラン」の功績により英語科が岡倉英語教育賞を受賞。
- 1946年 - サッカー部、第一回国民体育大会で全国優勝。
- 1948年
  - 学制改革により神奈川県立湘南高等学校となり、赤木校長は依願退職する。
  - 定時制高等学校ならびに通信教育部の設置。
- 1949年 - 全国高等学校野球選手権大会（甲子園）で全国優勝。
- 1950年 - 男女共学となり、学区制が発足し、鎌倉湘南学区に属し、創立30周年記念式典に当時の天野貞祐文部大臣が出席。
- 1956年 - 埼玉県立浦和高等学校の要請に応え、浦和高等学校定期戦（浦高戦）が始まる。
- 1958年 - 火災により本館や卓球場など多くの建物を焼失し、翌年までに建て替える。
- 1981年 - 新学区制実施、鎌倉藤沢学区に属す（茅ヶ崎地区が学区から外れる）。
- 1992年（平成4年） - 校舎改築工事着工。
- 1996年 - 新校舎（現在の校舎）落成式。
- 2002年 - 第46回浦高戦を湘南高校で開催、これを最後に浦高戦は廃止。
- 2005年 - 学区制廃止。
- 2007年 - 県教育委員会から進学重点校に指定される。
- 2008年 - 通信制を独立校に移管する。

## 設置学科
全日制課程
- 普通科（学年制）

定時制課程
- 普通科（単位制）

## 全日制

### 教育課程
前期・後期の2学期制で、70分授業を採用している。第2学年まではクラスごと、第3学年から文理の各コース別の授業になる。
校則はほとんど存在せず、バイク通学が禁止されている程度である。制服は男子は黒の詰襟（ただし、ボタンは学校指定のものを着用）、女子は紺のブレザーが「標準服」と規定されている。
2013年度には神奈川県教育委員会より県立高校教育力向上推進事業Ver.Ⅱの中で、横浜翠嵐高校とともに学力向上進学重点校のアドバンス校指定を受けた。これは県内に18校ある学力向上進学重点校の牽引役として、グローバル人材・次世代リーダー育成を目指すものである。これに先立ち、2013年3月には第1回海外研修旅行を行い、1・2年生の希望者44名がアメリカを訪問した。

### 行事
行事は多彩で大規模である。
4月末の陸上記録会に始まり文化祭、合唱コンクール、体育祭、駅伝大会と前期にはほぼ毎月1つの行事が催される。
5月には文化祭が定時制と共同で実施される。学級単位での催し物がは行われず、基本的には文化部の発表の場となり、部活単位で企画する。
また、9月に行われる体育祭は大きな力が注がれ、湘南高校の最大の特色となっている。体育競技のみならず、五十年近い伝統を誇る学年横断のクラス対抗仮装演技や、バックボードと呼ばれる畳21畳分の巨大な絵画なども採点の対象とされるため、一般的な「体育祭」を超えた、多様な創造、表現が求められる総合的な行事となっている。仮装は、脚本製作から振付、衣装のデザイン・材料染色・縫製、小道具や大道具の材料調達から作成、下級生への仮装演技指導など、すべて上級生の計画の下で行われ、その準備期間は年度初め（2年生から3年生の以降の場合は2年時の体育祭終了時）から行われる。
埼玉県立浦和高校とは交流を行っている。1956年から2002年までは、毎年5月中旬に、「湘南浦和対抗定期戦」（湘南高校では「浦高戦」、浦和高校では「湘南戦」と呼ばれる）として、毎年交互に往来して運動部＝対抗戦、文化部＝交流会を開催してきた。湘南新宿ライン運行開始によりイベント時に団体電車を走らせることが困難となったことなどを理由に、2002年の第46回を最後に廃止されるに至ったものの、部単位の交流は続いている。

### 部活動
野球部は1949年の夏の甲子園で優勝した。神奈川の公立高校では、2024年現在唯一の事例である（神奈川県の公立高校として夏の甲子園に出場した5校のうちの一つ）。西日本勢が圧倒していた当時、湘南高校の優勝は深紅の大優勝旗が33年ぶりに箱根の山を越える「箱根越え」といわれた。春の選抜には1951年・1954年の2回出場。
サッカー部は1946年に全国優勝、1988年に全国ベスト16。1947年より毎年、筑波大附属高校との定期戦を行っている。
珍しい部活動としてフェンシング部があり、1950年代から全国大会に何度も出場する強豪である。
吹奏楽部は1952年に全国吹奏楽コンクールで全国優勝。
その後1960年〜1970年代にもサッカー部、バスケットボール部、フェンシング部、テニス部、陸上部が全国大会に出場したほか、多くの部が関東大会に出場した。
2000年以降ではフェンシング部、水泳部、陸上部インターハイ出場をはじめ、バドミントン部、弓道部、ラグビー部などが関東大会に出場している。

### 入試
2005年に学区が廃止され、再び広範囲の中学校から生徒が集まるようになってきており、進学面での復権が注目されている。絶対評価の導入もあり、前期選抜では内申点が満点であっても不合格者が出ている。後期選抜では2007年度入試より自校作成問題を使用（独自入試）しており、内申点に加えて高い学力が要求される。
なおかつては、横浜国立大学附属鎌倉中学や同附属横浜中学からの入学者が突出して多い時代もあったが、1976年に起きた横浜国立大学附属鎌倉中学校内申書事件以降、同中学校からの入学者は激減した。

## 定時制
入学定員は全日制の約半分であり、規模は大きくなりつつある。新校舎に建て替えた際に全日制と定時制の使用場所を区切ったが、定時制の規模拡大に伴って全日制の教室も一部使用するようになった。4年制であるが、通常よりも早い15時30分からの授業を受けることにより3年間で卒業することも可能。「県立高校改革推進計画」の「後期実施計画」で2009年（平成21年）度に単位制普通科へ単独改編された。

## 通信制
通信制課程は2008年度から、横浜平沼高等学校の同課程と共に横浜修悠館高校に移管された。以下の記述は、2007年度までの記録である。
通信教育という性格から通学課程に比べると定員が多く、同校全日制の倍以上の生徒を擁し（後述する少年工科学校からの集団入学を除いても全日制のそれより多い。）、その年齢や職業（平日は仕事をしている生徒もいる。）も多様であった。面接授業（スクーリング）は日曜日・火曜日・木曜日（木曜日は自習による。）に主に定時制の教室を利用して実施され、学校周辺のウォーキングや、各種教育・研究施設の見学などといった形で特設スクーリングも行われていた。
また、陸上自衛隊少年工科学校の生徒が、本課程を併修していたが、本課程の担当教員が少年工科学校において授業を実施していたため、本課程一般入学の生徒と少年工科学校の生徒が同じ教室で授業を受けることはなかった。

## 施設
校歌に歌われるように、校舎は丘の上に建つ。当初計画では丘の下にあるグラウンド上に新校舎を建築、旧校舎所在地はグラウンドとして整備される予定であったが、卒業生や付近住民からの反対によって、校舎建設地は旧校舎の建っていた丘の上に変更された。

## 校歌
校歌は、北原白秋作詞、山田耕筰作曲。

## 同窓会

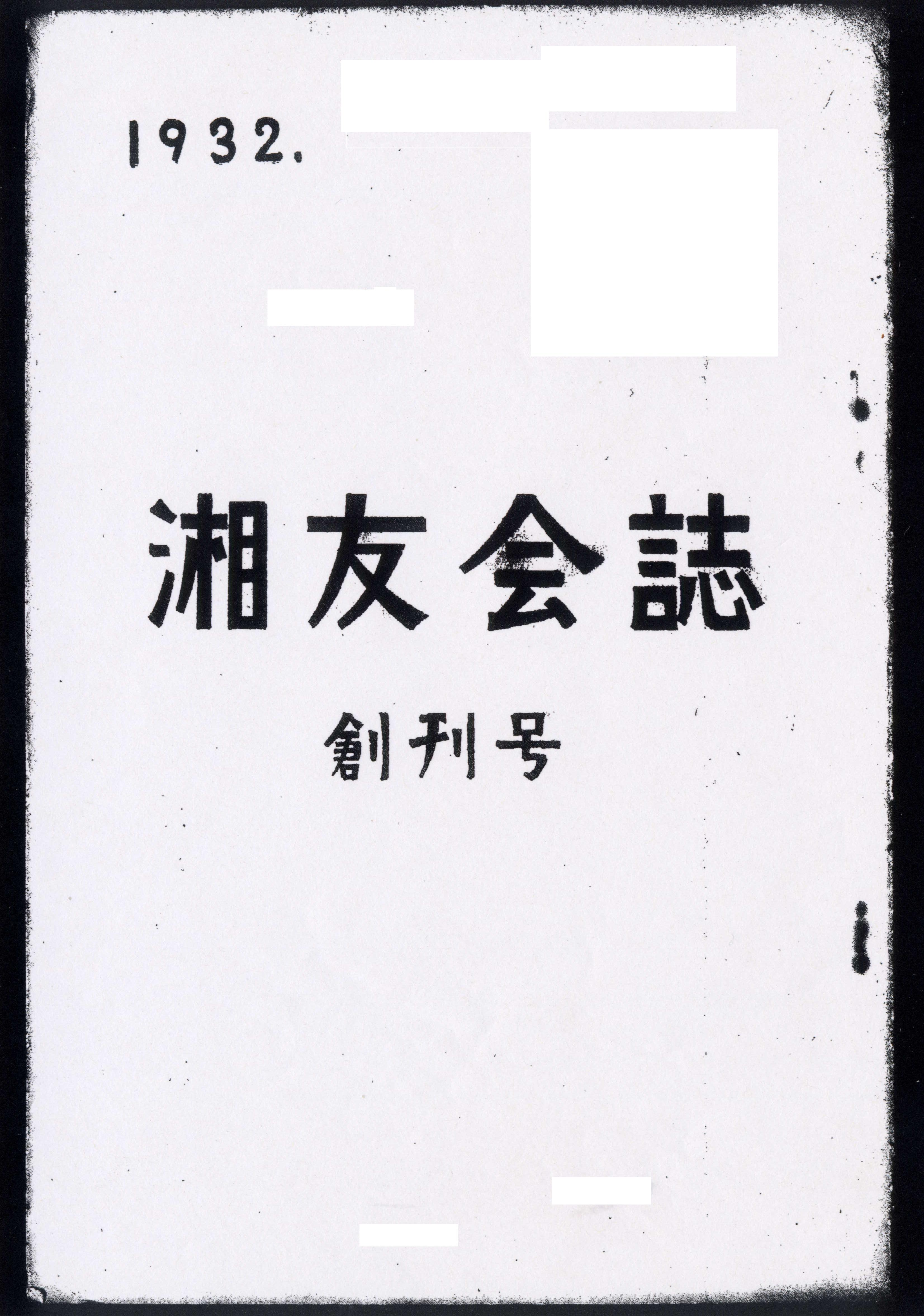
「湘友会誌」創刊号（1932年11月1日発行）。反戦記事により同3日発禁処分（内務省「出版警察報」51号14頁）。LC所蔵。

名称は「湘友会」。1926年（大正15年）3月4日設立。各地方や海外、クラブ別、企業別の支部も存在する。

## 交通アクセス
- 小田急江の島線藤沢本町駅 徒歩7分
- JR東海道線藤沢駅 徒歩20分

藤沢市に所在するが、横浜市内からの通学者が最も多い。